# エッフェル塔の花嫁花婿
『エッフェル塔の花嫁花婿』（エッフェルとうのはなよめはなむこ、Les Mariés de la Tour Eiffel）は、フランス6人組のうちルイ・デュレを除く5人が参加した、合作のバレエ音楽である。

## 概要
1920年、スウェーデン・バレエ団（バレエ・スエドワ）からパリ公演の新しい催し物を依頼された作家のジャン・コクトーがフランス6人組に協力を求め、1921年に作曲が開始された。しかし、第6曲「電報のワルツ」を担当する予定であったデュレが、リハーサル4日前になってこの企画から降りたために、以下の5人の作曲家による合作となった。
- ジョルジュ・オーリック
- ダリウス・ミヨー
- フランシス・プーランク
- アルテュール・オネゲル
- ジェルメーヌ・タイユフェール

なお、デュレが作曲するはずであった「電報のワルツ」はタイユフェールが作曲、ミヨーがオーケストレーションを担当し、3日間で書きあげられた。
コクトーの計画は、古代ギリシャの悲劇とクリスマス・パントマイムをひとつに合わせた不可思議な「スペクタクル」と呼んだ超現実主義的な幻想とも言えるもので、好みのミュージック・ホールの音楽を滑稽な舞台と組み合わせ、悪評を覚悟で人気を呼ばせるというものだった。コクトーは後に「私はこの戯曲で神秘というものを捨てた」と語っており、その言葉通り、従来には存在しなかったジャンルへの挑戦であった。
初演は同年の6月18日に、パリのシャンゼリゼ劇場でアンゲルブレシュトによって行われたが、舞台の奇抜さに困惑した聴衆たちの野次や口笛が飛び交う騒然としたものとなった。

## 物語
物語は1890年代のパリで、完成したばかりのエッフェル塔が舞台である。登場するのは花嫁花婿の他に、電報、蓄音機、将軍、写真機、水着美女などである。
日本語訳に友人の詩人堀口大学訳で、『エッフェル塔の花嫁花婿』（新版・求龍堂、1994年）がある。

## 構成
全1幕10曲から構成される。
第1曲 序曲
オーリック作曲
第2曲 結婚行進曲
ミヨー作曲
第3曲 将軍の話（演説）
プーランク作曲
第4曲 トルヴィルで水浴する女（トルヴィールの水着美人）
プーランク作曲
第5曲 殺戮のフーガ
ミヨー作曲
第6曲 電報のワルツ
タイユフェール作曲
第7曲 葬送行進曲
オネゲル作曲
第8曲 カドリーユ
タイユフェール作曲
第9曲 リトゥルネル
オーリック作曲
第10曲 婚礼の終わり
ミヨー作曲